# Società di Ginnastica e Scherma Fortitudo 1925-1926
Questa pagina raccoglie i dati riguardanti la S.G.S. Fortitudo nelle competizioni ufficiali della stagione 1925-1926.

## Stagione
La Fortitudo, dopo tre eliminazioni consecutive nella fase regionale per mano di Alba e Lazio, riuscì a conquistare finalmente la qualificazione alle semifinali della Lega Sud classificandosi al secondo posto nel girone laziale dietro all'Alba e davanti alla Lazio.
Nel girone di semifinale si classificò al secondo posto staccato di soli due punti dall'Internaples di Napoli. Decisivi per la mancata qualificazione alla finale furono i risultati degli scontri diretti con l'Internaples (1-1 a Roma e sconfitta per 3-1 a Napoli alla prima di ritorno), dal momento che negli scontri indiretti Internaples e Fortitudo avevano conquistato lo stesso numero di punti.
La Carta di Viareggio del 2 agosto 1926 ammise la Fortitudo in Divisione Nazionale in virtù del secondo posto nel girone laziale, dal momento che le tre squadre centro-meridionali ammesse (Internaples, Alba e Fortitudo) furono individuate nel vincitore del girone campano e nelle prime due classificate del girone laziale.

## Rosa
| N. |                   | Ruolo | Calciatore            |
| -- | ----------------- | ----- | --------------------- |
|    | Italia (bandiera) | P     | Bramante              |
|    | Italia (bandiera) | P     | Vittori               |
|    | Italia (bandiera) | D     | De Micheli            |
|    | Italia (bandiera) | D     | Aurelio Lommi         |
|    | Italia (bandiera) | D     | Sansoni III           |
|    | Italia (bandiera) | D     | Ugo Scaramucci        |
|    | Italia (bandiera) | C     | Bianchi II            |
|    | Italia (bandiera) | C     | Attilio Ferraris (IV) |
|    | Italia (bandiera) | C     | Magliani              |

| N. |                           | Ruolo | Calciatore            |
| -- | ------------------------- | ----- | --------------------- |
|    | Italia (bandiera)         | C     | Alberto Sansoni (III) |
|    | Italia (bandiera)         | C     | Angelo Sartoris       |
|    | Italia (bandiera)         | C     | Giulio Scardola       |
|    | Italia (bandiera)         | C     | Corrado Scocco        |
|    | Italia (bandiera)         | C     | Carlo Zamporlini      |
|    | Italia (bandiera)         | A     | Antonio Bianchi       |
|    | Italia (bandiera)         | A     | Bramante              |
|    | Italia (bandiera)         | A     | Fernando Canestrelli  |
|    | Italia (bandiera)         | A     | Delfini               |
|    | Cecoslovacchia (bandiera) | A     | Klapta                |
|    | Italia (bandiera)         | A     | Giulio Sansoni (IV)   |

## Risultati

### Prima Divisione

#### Girone laziale

##### Girone di andata
| Arbitro: | Malagodi (Ferrara) |

|                                           |           |                                      |
| Bramante 10’ Sansoni III 60’ Scardola 70’ | Marcatori | 40’ Andreani 85’ (rig.) Zanardelli I |

| Arbitro: | Reichlin (Napoli) |

|                                                                                          |           |                          |
| Fiorini 22’ (aut.) Canestrelli 55’ (rig.), 75’ Sansoni III 62’ Scardola 70’ Bramante 81’ | Marcatori | 10’ Rosso 66’ Bernardini |

| Arbitro: | Malagodi (Ferrara) |

|  |           |                                             |
|  | Marcatori | 10’ Bianchi II 55’ Scardola 75’ Canestrelli |

| Arbitro: | Paoletti (Roma) |

|                                          |           |            |
| Canestrelli 25’, 83’ Bianchi II 60’, 88’ | Marcatori | 90’ Molnar |

| Arbitro: | Fontana (Napoli) |

|  |           |              |
|  | Marcatori | 42’ Bramante |

##### Girone di ritorno
| Arbitro: | Cugnini (Ancona) |

|                         |           |                                                |
| Alciati 32’ (rig.), 60’ | Marcatori | 25’ Sansoni III 59’ Bianchi II 62’ Canestrelli |

| Arbitro: | Bellucci (Roma) |

|                                              |           |                              |
| Ottier 15’ Bernardini 17’ (rig.), 75’ (rig.) | Marcatori | 44’ Scardola 65’ Canestrelli |

| Arbitro: | Sganzetta (Torino) |

|                |           |                                 |
| Bianchi II 63’ | Marcatori | 45’ Degni 80’ Rovida 83’ Bukovi |

| Arbitro: | Cugnini (Ancona) |

|  |           |                                                                        |
|  | Marcatori | 15’ Delfini 30’ Sansoni III 32’ Bianchi I 35’ Canestrelli 40’ Scardola |

| Arbitro: | Barionovi (Roma) |

|                                                                          |           |  |
| Bramante 13’, 21’ Scardola 25’, 28’, 53’ Bianchi II 60’ Muzzi 76’ (aut.) | Marcatori |  |

#### Semifinali Lega Sud - Girone A

##### Girone di andata
| Arbitro: | Pinasco (Sestri Ponente) |

|                 |           |             |
| Sansoni III 44’ | Marcatori | 21’ Ferrari |

| Arbitro: | Galli (Bologna) |

|               |           |                                     |
| Fogliardi 77’ | Marcatori | 11’ Bramante 44’ (rig.) Canestrelli |

| Arbitro: | Trama (Torre Annunziata) |

|                                       |           |                           |
| Sansoni III 51’ De Micheli 66’ (rig.) | Marcatori | 88’ Perilli 90’ Terrevoli |

| Arbitro: | De Michele (Taranto) |

|  |           |                |
|  | Marcatori | 80’ Bianchi II |

##### Girone di ritorno
| Arbitro: | Gasparini |

|                              |           |                 |
| Ghisi I 35’, 65’ Fiorini 81’ | Marcatori | 11’ Canestrelli |

| Arbitro: | Senes (Napoli) |

|                                |           |              |
| Sansoni III 13’ Scaramucci 73’ | Marcatori | 26’ Marinari |

| Arbitro: | Pierallini (Modena) |

|          |           |            |
| Hajdu 6’ | Marcatori | 58’ Scocco |

| Arbitro: | Zennaro (Genova) |

|                                                  |           |  |
| Sansoni III 10’ Ferraris IV 43’ Delfini 48’, 88’ | Marcatori |  |

## Statistiche

### Statistiche di squadra
| Competizione                     | Punti | In casa | In casa | In casa | In casa | In casa | In casa | In trasferta | In trasferta | In trasferta | In trasferta | In trasferta | In trasferta | Totale | Totale | Totale | Totale | Totale | Totale | DR  |
| Competizione                     | Punti | G       | V       | N       | P       | Gf      | Gs      | G            | V            | N            | P            | Gf           | Gs           | G      | V      | N      | P      | Gf     | Gs     | DR  |
| -------------------------------- | ----- | ------- | ------- | ------- | ------- | ------- | ------- | ------------ | ------------ | ------------ | ------------ | ------------ | ------------ | ------ | ------ | ------ | ------ | ------ | ------ | --- |
| Prima Divisione - girone laziale | 16    | 5       | 4       | 0       | 1       | 21      | 8       | 5            | 4            | 0            | 1            | 14           | 5            | 10     | 8      | 0      | 2      | 35     | 13     | +22 |
| Prima Divisione - semifinali Sud | 11    | 4       | 2       | 2       | 0       | 9       | 4       | 4            | 2            | 1            | 1            | 6            | 5            | 8      | 4      | 3      | 1      | 15     | 9      | +6  |
| Totale                           | -     | 9       | 6       | 2       | 1       | 30      | 12      | 9            | 6            | 1            | 2            | 20           | 10           | 18     | 12     | 3      | 3      | 50     | 22     | +28 |

### Statistiche dei giocatori
| Giocatore      | Prima Divisione | Prima Divisione |
| Giocatore      | Presenze        | Reti            |
| -------------- | --------------- | --------------- |
| A. Bianchi (I) | 17              | 0               |
| Bianchi II     | 18              | 8               |
| Bramante       | 10              | 6               |
| Bramante       | 6               | -7              |
| F. Canestrelli | 17              | 11              |
| De Micheli     | 8               | 1               |
| Delfini        | 5               | 3               |
| A. Ferraris    | 18              | 1               |
| Klapta         | 2               | 0               |
| A. Lommi       | 2               | 0               |
| Magliani       | 2               | 0               |
| Sansoni III    | 16              | 8               |
| Sansoni IV     | 1               | 0               |
| Sartoris       | 1               | 0               |
| Scaramucci     | 15              | 1               |
| G. Scardola    | 15              | 8               |
| C. Scocco      | 17              | 1               |
| Vittori        | 12              | -15             |
| C. Zamporlini  | 16              | 0               |